# اس‌ام پرایم
اس‌ام پرایم (انگلیسی: SM Prime) شرکت خرده‌فروشی فیلیپینی است، که در سال ۱۹۵۸ توسط هنری سای تأسیس شد.